# Distichia
Distichia es un género con tres especies de plantas herbáceas perteneciente a la familia de las juncáceas. Es originario de Colombia hasta el norte de Argentina.

## Especies
- Distichia acicularis Balslev & Laegaard, Nord. J. Bot. 6: 151 (1986).
- Distichia filamentosa Buchenau, Junc. S. Amer.: 369 (1879).
- Distichia muscoides Nees & Meyen, Observ. Bot.: 129 (1843).